# Bert-Jan Lindeman
Bert-Jan Lindeman (Emmen, 16 de junio de 1989) es un ciclista neerlandés.

## Biografía
Debutó como profesional en 2012 en las filas del Vacansoleil-DCM. En su primera carrera ganó la clasificación de la montaña de la Estrella de Bessèges. Más tarde ganó el Tour de Drenthe. En junio fue tercero del Campeonato de los Países Bajos en Ruta. Disputó su primera gran vuelta al correr la Vuelta a España, la cual la terminó en 143.ª posición. En septiembre fue seleccionado para disputar la prueba en línea de los campeonatos del mundo para hacer las labores de gregario.
En 2014 tras la desaparición del Vacansoleil-DCM recaló en el conjunto Rabobank Development Team, siendo el único ciclista del equipo en haber sido ProTour. Tuvo una muy buena temporada y consiguió su triunfo más importante hasta el momento, que fue la general del Tour de l'Ain además de llevarse también una etapa, esto le valdría para conseguir un contrato de cara a la temporada 2015 con el Team Lotto NL-Jumbo, equipo neerlandés que compite en la máxima categoría del ciclismo en ruta.
En 2015 corrió la Vuelta a España en la que se metió en varias fugas, y en la que consiguió su victoria más importante al imponerse en la séptima etapa con final en alto en La Alpujarra a sus compañeros de fuga.

## Palmarés
2010 (como amateur)
- Ster van Zwolle
- 1 etapa del Tour de Gironde

2011
- Zuid Oost Drenthe Classic

2012
- Tour de Drenthe
- 3.º en el Campeonato de los Países Bajos en Ruta

2014
- Ster van Zwolle
- Tour de Bretaña
- Tour de l'Ain, más 1 etapa

2015
- 1 etapa de la Vuelta a España

## Resultados en Grandes Vueltas y Campeonatos del Mundo
| Carrera         | Carrera         | 2009 | 2010 | 2011 | 2012  | 2013 | 2014 | 2015 | 2016 | 2017  | 2018  | 2019 | 2020 | 2021  | 2022 | 2023 | 2024 |
| --------------- | --------------- | ---- | ---- | ---- | ----- | ---- | ---- | ---- | ---- | ----- | ----- | ---- | ---- | ----- | ---- | ---- | ---- |
|                 | Giro de Italia  | —    | —    | —    | —     | —    | —    | 95.º | —    | —     | 114.º | —    | —    | 122.º | —    | —    | —    |
|                 | Tour de Francia | —    | —    | —    | —     | —    | —    | —    | 94.º | —     | —     | —    | —    | —     | —    | —    | —    |
|                 | Vuelta a España | —    | —    | —    | 143.º | —    | —    | 99.º | —    | 110.º | 136.º | —    | —    | 131.º | —    | —    | —    |
| Mundial en Ruta | Mundial en Ruta | —    | —    | —    | 100.º | —    | —    | —    | —    | —     | —     | —    | —    | —     | —    | —    | —    |

—: no participa

Ab.: abandono